# Bataille d'El Mazuco
Guerre d'Espagne
La bataille d'El Mazuco fut livrée durant la guerre d'Espagne entre les forces républicaines et les insurgés nationalistes entre le 6 et le 22 septembre 1937. Cette bataille est un des derniers événements de la campagne du Nord, par laquelle les nationalistes réduisirent définitivement la zone républicaine nord. Les troupes de l'armée populaire asturienne choisirent le village d'El Mazuco et les montagnes environnantes, dans l'est des Asturies, pour résister à l'avance franquiste, quoique étant largement dépassées en nombre.
Ils furent cependant largement submergés et au bout de quelques semaines de résistance durent se retirer. Les nationalistes purent alors poursuivre leur avance, ce qui provoqua dans les jours suivants la chute totale des Asturies et de la zone républicaine nord. 
Cette bataille fut également l'une des premières occasions d'utilisation du tapis de bombes contre une cible militaire.

## Contexte

### Conditions stratégiques
À la suite de la chute des villes de Bilbao et de Santander et par suite du Pays basque et de la Cantabrie, le fief républicain des Asturies se retrouva complètement isolé, encerclé par les nationalistes.
Le chef des franquistes, le général Dávila, attaqua par le sud et par l'est, s'attendant à une faible résistance de la part de républicains démoralisés. La première ligne de résistance républicaine, le long de la rivière de la Deva, fut rapidement vaincue, et la ville de Llanes tomba le 5 septembre 1937. Les nationalistes devaient alors poursuivre leur route dans les gorges de la Deva, surplombées par les hauteurs de la sierra del Cuera. Ils décidèrent de s'emparer de la zone en la prenant en étau grâce aux troupes venant de Llanes au nord et celles de Panes (en) et Cabrales au sud.
C'est là que se nicha la résistance républicaine, qui verrouilla la zone autour du village d'El Mazuco. Leur but était d'y arrêter l'avancée franquiste jusqu'à l'arrivée de l'hiver, ce qui permettrait de soulager les Asturies pour quelques mois, et peut-être de sauver la province.

### Forces en présence
Les forces nationalistes comprenaient quatre brigades navarraises, soit 30 000 hommes placés sous le commandement du général José Solchaga Zala, parties de Llanes. Elles étaient soutenues par 15 batteries d'artillerie et la légion Condor. El Mazuco, éloigné de seulement 5 kilomètres de la mer était également à portée de tir du croiseur Almirante Cervera
Les troupes républicaines étaient composées de volontaires asturiens et basques, répartis en trois brigades qui, affaiblies, ne représentaient guère plus de 5 000 hommes. Ils étaient commandés par les colonels Juan Ibarrola Orueta et Francisco Galán Rodríguez, basés dans le village de Meré. Ils ne bénéficiaient qu'une d'une très faible artillerie et d'aucun soutien aérien.

## Combats

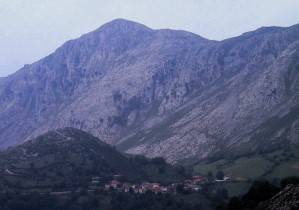
El Mazuco vu de l'Alto de la Tornería, avec les crêtes du Llabres à droite.

L'attaque commença le 6 septembre par l'assaut de la 1er brigade navarraise. Elle fut repoussée, tout comme l'avancée au sud, ce qui mit fin aux projets de prise en étau. La légion Condor fut appelée en renfort afin de bombarder largement les positions républicaines, dans ce qui peut être considéré un des premiers tapis de bombes de l'histoire des forces aériennes. Le lendemain, les attaques suivantes furent également arrêtées et le front se stabilisa. Les républicains continuèrent à subir des bombardements massifs avec des bombes explosives et incendiaires, mais reçurent également les renforts de trois bataillons commandés par Higinio Carrocera. Le 8 septembre, dans un dense brouillard, les troupes ennemies s'engagèrent dans de féroces combats d'homme à homme, provoquant de lourdes pertes des deux côtés. Sur le front sud, les nationalistes purent cependant avancer de deux kilomètres.
Le 9 septembre, les nationalistes encerclèrent les positions défendant El Mazuco, forçant deux bataillons républicains à battre en retraite. Mais les jours suivants, les assaillants ne furent pas capables de pousser leur avantage, recourant aux bombardements massifs de l'aviation et de l'artillerie. Les attaques furent repoussées systématiquement, comme lorsque, le 10 septembre, les nationalistes arrivèrent à s'emparer de la colline du Biforco, où ils subirent à leur tour les bombardements ennemis.
Constatant qu'ils ne pouvaient pas progresser dans la vallée, les nationalistes furent forcés de reconnaître qu'ils n'avaient pas d'autre choix que de s'emparer tout d'abord des hauteurs de la sierra sous le pic Turbina. Ce pic, culminant à 1 315 mètres, était un obstacle formidable, avec son paysage karstique lunaire et des pentes à plus de 40°. Il n'y avait aucune route, même pour les mules, ce qui forçait à tout porter à dos d'homme. Le temps, particulièrement mauvais, empêchait l'aviation d'opérer.
Le 13 septembre, le front républicain au nord-ouest commença à s'affaiblir sous les coups répétés de l'artillerie, ce qui obligea le lendemain les troupes républicaines à se retirer et à céder la sierra de Llabres, qui dominait le village d'El Mazuco. Aussi fut-il occupé par les franquistes le lendemain, tandis que les républicains se repliaient sur Meré (en). Au sud, ils tenaient encore les crêtes de Peña Blanca, mais plus le pic Turbina, tombé le 14 septembre.
Les trois sommets des Peñas Blancas formaient alors le dernier saillant républicain en avant de la rivière Bedón. Les nationalistes envoyèrent pas moins de seize bataillons afin de s'en emparer, alors que le mauvais temps persistait, la pluie se transformant même en neige sur les hauteurs. Avec le retour du beau temps, le 18 septembre, reprirent les bombardements aériens d'avions allemands et italiens. Durant quatre jours, le même scénario se répéta : bombardement aérien, assaut de l'infanterie, repoussée par les républicains. Finalement, le 22 septembre, les Peñas Blancas tombèrent aux mains des nationalistes, marquant la fin de la bataille d'El Mazuco.

## Conséquences
La chute de la région déçut les espoirs républicains de stopper l'avancée nationaliste avant l'hiver, surtout que les républicains souffrirent de lourdes pertes. Mais dans cette bataille, ils regagnèrent également leur estime, et permirent aux Asturies de souffler quelques semaines, ce qui donna du temps pour reformer des troupes fraîches. 
Cependant, quoique retardés, les nationalistes purent poursuivre leur avance et faire leur jonction avec les troupes venant du León au sud, à Infiesto. Ils s'approchèrent alors de Gijón, dernier bastion républicain qui tomba moins d'un mois après la fin de la bataille d'El Mazuco.